# 23. únor
23. únor je 54. den roku podle gregoriánského kalendáře. Do konce roku zbývá 311 dní (312 v přestupném roce). Svátek má Svatopluk.

## Události

### Česko
- 1654 – Císař Ferdinand III. vytvořil v Praze tzv. Karlo-Ferdinandovu univerzitu tím, že spojil Karolinum s jezuitskou kolejí. Práva a medicína zůstaly v Karolinu, sídlem fakult filozofické a teologické se stalo jezuitské Klementinum. Karlo-Ferdinandova univerzita pak existovala až do roku 1920.
- 1856 – Premiéra Wagnerovy opery Lohengrin v Praze.
- 1943 – K. H. Frank pronesl v pražské Lucerně projev k zahájení totální mobilizace v českých zemích. To znamenalo zvýšení nároků na pracovní sílu, totální nasazení na práci do říše a další omezování a likvidaci výroby nedůležité pro válku.
- 1980 – Největší odstřel v historii Československa: v Ústí nad Labem bylo výbušninou zlikvidováno 19 domů na východní frontě Fučíkovy třídy.
- 1991 – Zaniklo Občanské fórum.
- 2017 – Při výbuchu a požáru v areálu Poličských strojíren bylo zraněno 19 lidí včetně zasahujících hasičů.

### Svět
- 0303 – Císař Dioklecián přikázal zničit křesťanský kostel v Nikomédii a zahájil tím osmileté všeobecné pronásledování křesťanů.
- 0532 – Byzantský císař Justinián I. položil základní kámen ortodoxní křesťanské baziliky v Konstantinopoli – Hagia Sofia.
- 1530 – Historicky poslední korunovace císaře, provedená papežem: Klement VII. v Bologni korunoval Karla V. císařem Svaté říše římské, tedy i pro České království a přidružené země.
- 1893 – Rudolf Diesel získal patent na dieselový motor.
- 1941 – Glenn Seaborg v USA jako první izoloval čisté plutonium.
- 1944 – V Sovětském svazu byla zahájena operace Čočka («Чечеви́ца»): násilná deportace Čečenců a Ingušů z oblasti Kavkazu do střední Asie.
- 1945 – Druhá světová válka:
  - Američané osvobodili Manilu, hlavní město na Filipínách.
  - V Polsku v Poznani kapitulovali Němci pod tlakem polských a ruských sil.
- 1947 – Byla založena Mezinárodní organizace pro normalizaci – ISO.
- 1981 – Ve Španělsku proběhl neúspěšný pokus o státní převrat.
- 1987 – Byla pozorována supernova SN 1987A.
- 1999 – Obří lavina zasypala rakouskou alpskou vesnici a lyžařské středisko Galtür. Pronikla až do tzv. zelené zóny, která byla do té doby považována za lavinami neohroženou, a zabila 31 lidí.
- 2016 – Jihoafrický soud odsoudil českého občana Radovana Krejčíře k 35letému trestu odnětí svobody za únos, pokus o vraždu a drogové delikty.

## Narození
Automatický abecedně řazený seznam viz Kategorie:Narození 23. února

### Česko

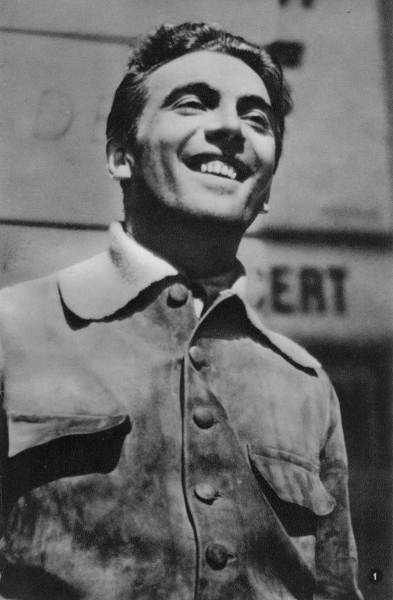
Julius Fučík (* 1903)

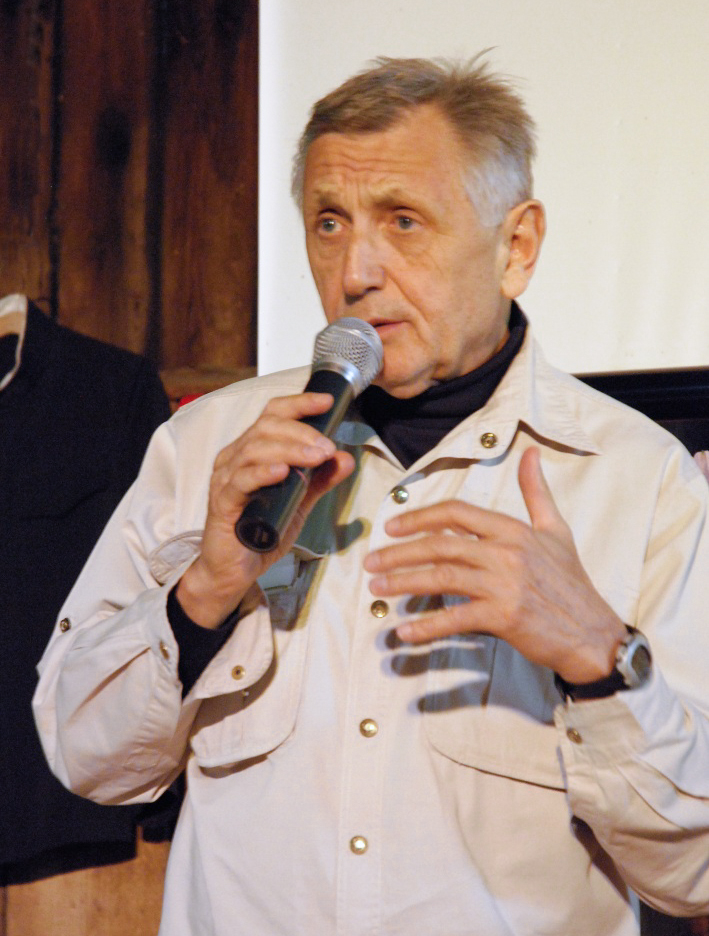
Jiří Menzel (* 1938)

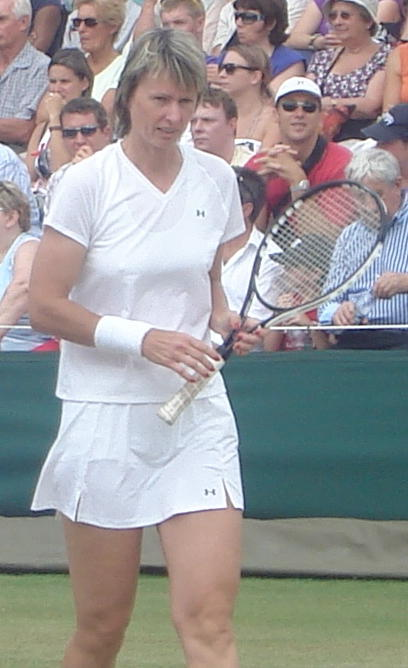
Helena Suková (* 1965)

- 1322 – Jan Neplach, opatovický opat a kronikář († 16. září 1371)
- 1678 – Jan Adam z Questenberka, šlechtic a mecenáš umění († 10. května 1752)
- 1756 – František Josef Gerstner, matematik († 25. července 1832)
- 1793 – Jindřich Larisch-Mönnich, slezský hrabě a podnikatel († 21. dubna 1859)
- 1802 – Ondřej Zelinka, rakouský právník a politik moravského původu († 21. listopadu 1868)
- 1858
  - Johann Peter, šumavský učitel, básník a spisovatel († 14. února 1935)
  - Alois Konečný, československý politik († 19. října 1923)
- 1859 – Kajetán Tichý, kantor a hudební skladatel († 27. března 1937)
- 1864 – Rudolph von Procházka, německojazyčný právník a skladatel († 24. března 1936)
- 1878 – František Žákavec, historik umění († 25. prosince 1937)
- 1882 – Ladislav Vycpálek, hudební skladatel († 9. ledna 1969)
- 1887 – Julius Pelikán, sochař a medailér († 17. února 1969)
- 1895 – Vladimír Vondráček, psychiatr († 10. května 1978)
- 1902 – Josef Holub, houslový virtuos a hudební skladatel († 11. května 1973)
- 1903
  - Julius Fučík, novinář († 8. září 1943)
  - Julius Dolanský, literární historik a politik († 26. dubna 1975)
- 1911 – Jarmila Urbánková, překladatelka a lyrická básnířka († 13. května 2000)
- 1912
  - Truda Grosslichtová, herečka a zpěvačka († 8. června 1995)
  - Josef Strnadel, spisovatel a literární teoretik († 4. března 1986)
  - František Široký, voják a příslušník výsadku Calcium († 30. května 1976)
- 1920 – František Hoffmann, archivář a historik († 1. října 2015)
- 1921 – Věra Merhautová, sochařka, autorka monumentální figurativní tvorby († 2. prosince 1996)
- 1923 – Lenka Hašková, novinářka († 22. března 2016)
- 1924
  - Ladislav Kubeš starší, pozounista, kapelník a hudební skladatel († 28. srpna 1998)
  - Karel Hubáček, architekt († 23. listopadu 2011)
- 1926 – Miroslav Rada, malíř († 16. března 2017)
- 1933 – Zdeněk Velíšek, moderátor, redaktor, reportér, překladatel a tlumočník († 18. června 2022)
- 1934 – Milan Neděla, herec a moderátor († 14. dubna 1997)
- 1938 – Jiří Menzel, režisér († 5. září 2020)
- 1939 – Luboš Kropáček, islamolog, arabista, afrikanista
- 1945 – Blanka Zdichyncová, herečka a dabérka
- 1948 – Jan Cimický, psychiatr, básník, spisovatel a překladatel
- 1949
  - Pavel Váně, zpěvák, kytarista, skladatel, aranžér a hudební producent
  - Rostislav Vojáček, fotbalista
- 1953
  - Pavel Holländer, soudce Ústavního soudu České republiky
  - Jaromír Kohlíček, politik
- 1957 – Jiří Staněk, básník, prozaik, recenzent a sběratel
- 1962 – Ivo Knoflíček, fotbalista
- 1965 – Helena Suková, tenistka
- 1977 – David Hubáček, fotbalista
- 1983 – Zuzana Maxa, herečka a zpěvačka
- 1997 – Jan Růžička, hokejový brankář
- 1998 – Tereza Fišerová, vodní slalomářka

### Svět

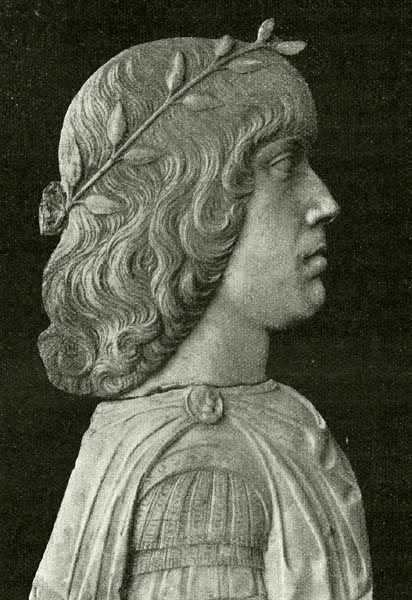
Matyáš Korvín (* 1443)

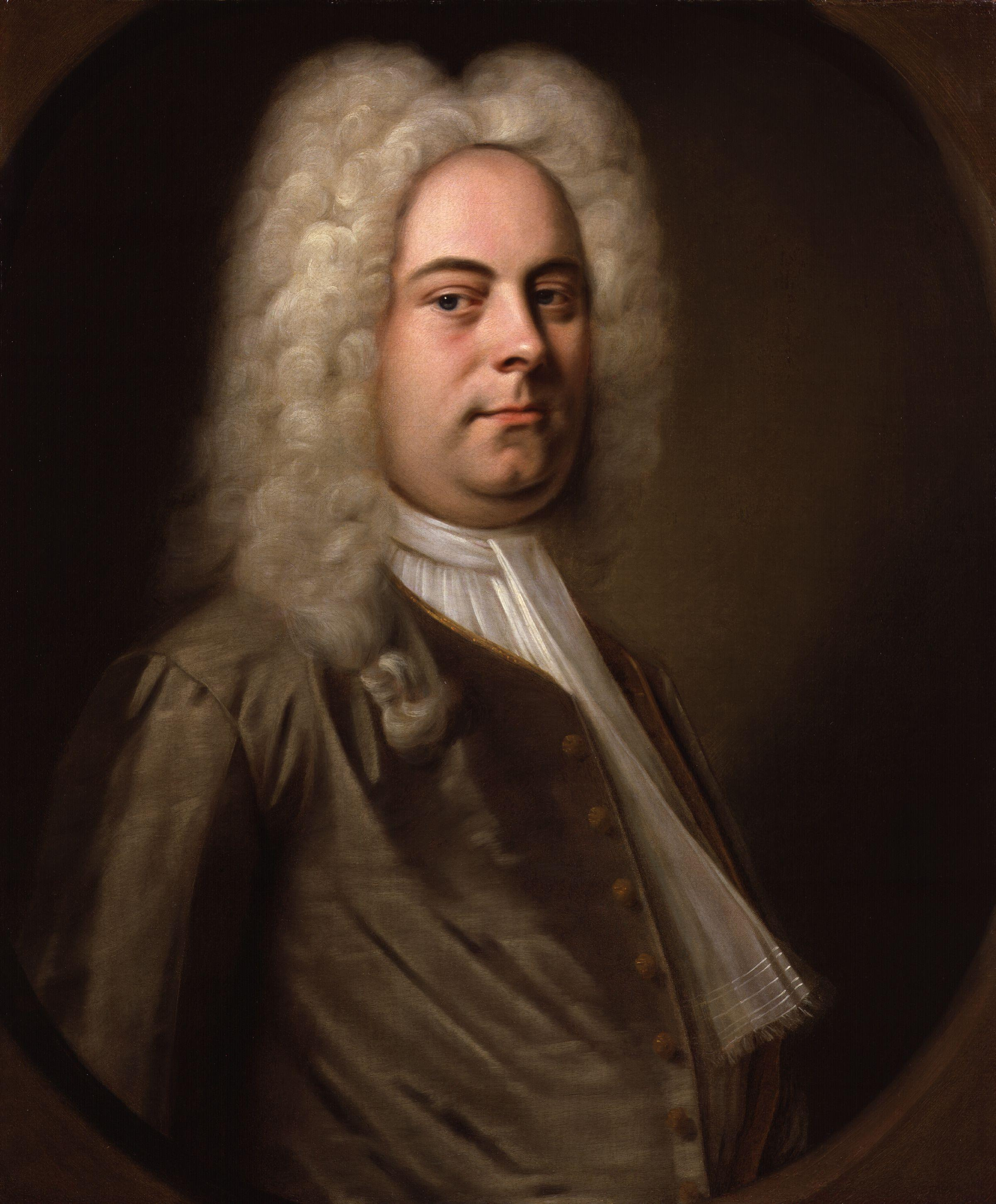
Georg Friedrich Händel (* 1685)

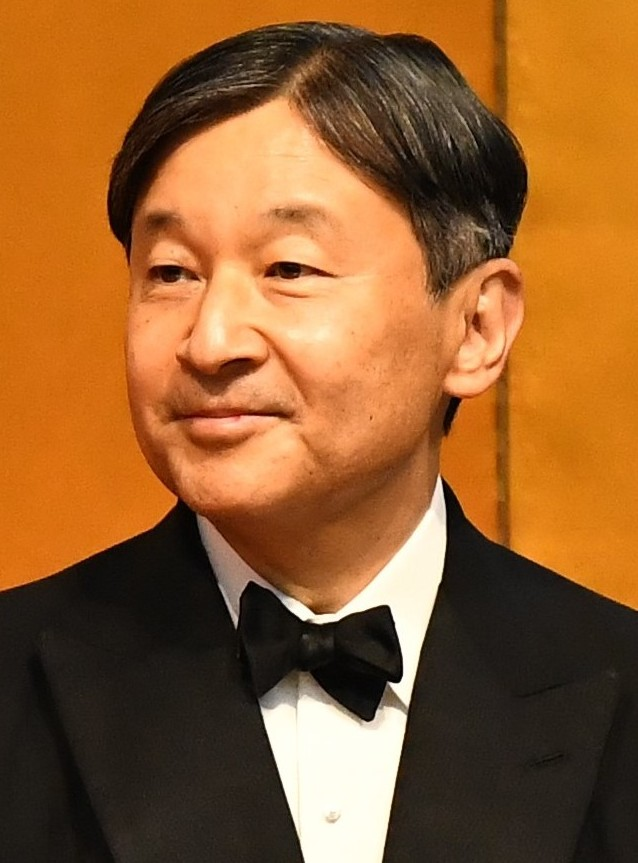
Naruhito (* 1960)

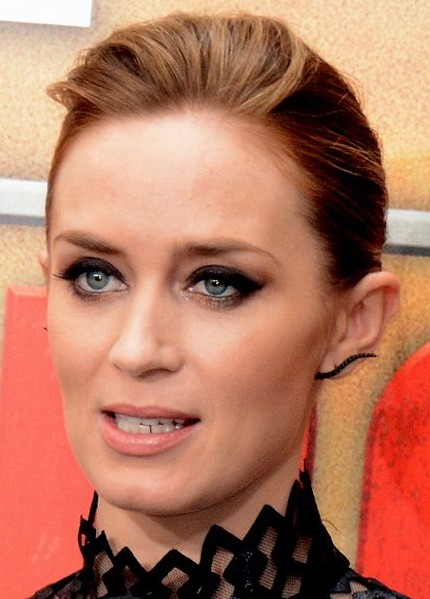
Emily Bluntová (* 1983)

- 1417 – Pavel II., 211. papež († 26. července 1471)
- 1440 – Matyáš Korvín, uherský král († 6. dubna 1490)
- 1615 – Johann Franz von Preysing, knížecí biskup z Chiemsee († 8. července 1687)
- 1680 – Jean-Baptiste Le Moyne de Bienville, francouzský guvernér Louisiany († 7. března 1767)
- 1685 – Georg Friedrich Händel, hudební skladatel († 14. dubna 1759)
- 1708 – Karel Ludvík Fridrich Meklenbursko-Střelický, otec Šarloty, královny Británie a Hannoverska († 5. června 1752)
- 1744 – Jan van Os, nizozemský malíř († 7. února 1808)
- 1774 – John Parish von Senftenberg, německý obchodník a astronom († 2. září 1858)
- 1792 – Joshua Reynolds, anglický malíř (* 16. července 1723)
- 1800 – Adéla Anhaltská, manželka oldenburského velkovévody Augusta († 13. září 1820)
- 1815 – Franz Antoine, rakouský botanik a fotograf († 11. března 1886)
- 1822 – Giovanni Battista de Rossi, italský archeolog († 20. září 1894)
- 1823 – Najden Gerov, bulharský obrozenec († 9. října 1900)
- 1840 – Carl Menger, rakouský ekonom († 26. února 1921)
- 1842 – Eduard von Hartmann, německý filozof († 5. června 1906)
- 1847 – Sofie Bavorská, bavorská princezna z rodu Wittelsbachů († 4. května 1897)
- 1852 – Jozef Agnelli, slovenský kněz a šlechtitel († 6. srpna 1923)
- 1859 – Guido von Haerdtl, ministr vnitra Předlitavska († 20. července 1928)
- 1863 – Franz von Stuck, německý malíř, sochař a grafik († 30. srpna 1928)
- 1868
  - William Edward Burghardt Du Bois, americko-ghanský sociolog, historik a spisovatel († 27. srpna 1963)
  - Nachman Syrkin, ruský politický teoretik a sionista († 6. září 1924)
- 1869 – Ferenc Raichle, maďarský architekt († 12. dubna 1960)
- 1874 – Konstantin Päts, poslední prezident meziválečného Estonska († 18. ledna 1956)
- 1878 – Kazimir Malevič, ukrajinsko-polský malíř († 15. května 1935)
- 1883 – Karl Jaspers, německý psychiatr a filosof († 26. února 1969)
- 1884 – Kazimierz Funk, polský vědec, objevitel vitamínu B1 († 19. ledna 1967)
- 1891
  - Franz Koritschoner, jeden ze zakladatelů Komunistické strany Rakouska († 9. června 1941)
  - Jevgenij Pašukanis, sovětský právní teoretik († 4. září 1937)
- 1896 – Jozef Cíger-Hronský, slovenský spisovatel a malíř († 13. července 1960)
- 1897 – Mordechaj Namir, izraelský politik a diplomat († 22. února 1975)
- 1899
  - Chajim Arlozorov, izraelský filosof, básník a politik († 16. června 1933)
  - Erich Kästner, německý novinář a spisovatel († 29. července 1974)
- 1901 – Erhard Heiden, druhý říšský vůdce SS († 1933)
- 1908 – William McMahon, australský premiér († 31. března 1988)
- 1915 – Paul Tibbets, americký pilot, který shodil na Hirošimu atomovou bombu († 1. listopadu 2007)
- 1916 – Toon Kortooms, nizozemský spisovatel († 5. února 1999)
- 1920 – Anton Antonov-Ovsejenko, ruský historik a spisovatel († 9. července 2013)
- 1922 – James L. Holloway III., velitel námořních operací USA († 26. listopadu 2019)
- 1923 – Joannis Grivas, premiér úřednického kabinetu Řecka († 27. listopadu 2016)
- 1924 – Allan McLeod Cormack, americký fyzik, nositel Nobelovy ceny († 7. května 1998)
- 1925 – K. Gunn McKay, americký politik († 6. října 2000)
- 1927 – Robert N. Bellah, americký sociolog († 31. července 2013)
- 1928 – Vasilij Lazarev, sovětský lékař a kosmonaut († 31. prosince 1990)
- 1929 – Alexij II., patriarcha moskevský a celé Rusi, hlava Ruské pravoslavné církve († 5. prosince 2008)
- 1930 – Goró Šimura, japonský matematik a profesor († 3. května 2019)
- 1932
  - Anton Hykisch, slovenský politik a spisovatel († 17. července 2024)
  - Majel Barrettová, americká herečka († 18. prosince 2008)
- 1933 – Lee Calhoun, americký dvojnásobný olympijský vítěz v běhu na 110 m překážek († 21. června 1989)
- 1936 – Fred Herko, americký tanečník († 27. října 1964)
- 1938
  - Paul Morrissey, americký filmový režisér
  - Milan Sládek, slovenský herec – mim, choreograf, režisér
- 1940 – Peter Fonda, americký herec († 16. srpna 2019)
- 1942 – Dioncounda Traoré, malijský prozatímní prezident
- 1944
  - Bernard Cornwell, britský spisovatel, autor historických románů
  - Johnny Winter, americký bluesový kytarista († 16. července 2014)
- 1945 – Světlana Gerasimenková, ukrajinská astronomka († 8. dubna 2025)
- 1948 – Hiroši Sugimoto, japonský fotograf
- 1951
  - Sergej Bogomolov, ruský horolezec
  - Johannes Geffert, německý varhaník
  - Šigefumi Mori, japonský matematik
- 1952 – Brad Whitford, americký kytarista
- 1954 – Viktor Juščenko, ukrajinský prezident
- 1956 – Michael Angelo Batio, americký heavymetalový kytarista
- 1957 – Viktor Markin, sovětský sprinter, dvojnásobný olympijský vítěz
- 1958
  - Petro Mychajlovyč Kraljuk, ukrajinský filozof, spisovatel a publicista
  - David Sylvian, anglický zpěvák, hudebník a hudební skladatel
- 1959 – Clayton Anderson, americký astronaut
- 1960 – Gloria Thurn-Taxis, německá podnikatelka a manažerka
- 1963 – Radosław Sikorski, polský novinář a politik
- 1976 – Kelly Macdonaldová, britská herečka
- 1981 – Sophie Lefèvreová, francouzská tenistka
- 1982 – Svitlana Tužylinová, ukrajinská sportovní lezkyně
- 1983
  - Emily Bluntová, britská herečka
  - Simon Eder, rakouský biatlonista
- 1985 – Jekatěrina Jurlovová-Perchtová, ruská biatlonistka
- 1989 – Courtney Lawes, anglický ragbista
- 1990 – Jan Tratnik, slovinský silniční cyklista
- 1992 – Casemiro, brazilský fotbalista
- 1992
  - Nikoloz Basilašvili, gruzínský tenista
  - Jamison Gibson-Park, irský ragbista
- 1994
  - Dakota Fanningová, americká herečka
  - Lucas Pouille, francouzský tenista
- 1995 – Valarie Allmanová, americká atletka, diskařka
- 2000 – Rory Darge, skotský ragbista

## Úmrtí
Automatický abecedně řazený seznam existujících biografií viz Kategorie:Úmrtí 23. února

### Česko

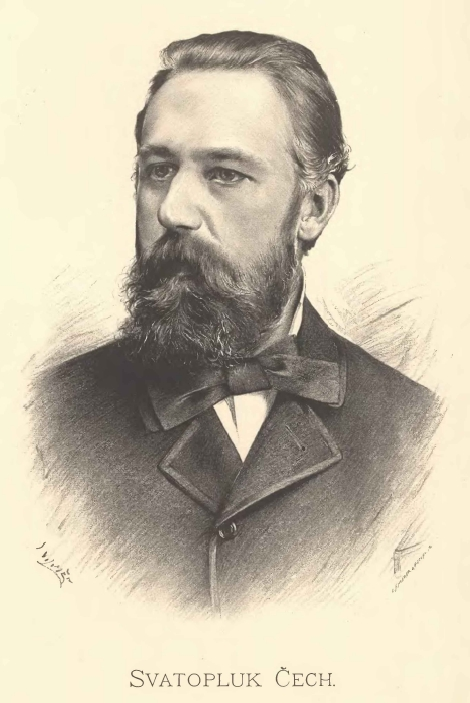
Svatopluk Čech († 1908)

- 1732 – Jan Ignác Angermayr, skladatel a houslista (* 30. dubna 1701)
- 1767 – Quirin Mickl, opat, učenec a básník (* 13. února 1711)
- 1883 – Jan Valerián Jirsík, čtvrtý biskup českobudějovický (* 19. června 1798)
- 1908 – Svatopluk Čech, básník (* 21. února 1846)
- 1912 – Otilie Sklenářová-Malá, herečka (* 12. prosince 1844)
- 1914 – Alain Benjamin Rohan, šlechtic, voják, politik (* 8. ledna 1853)
- 1924 – Karel Vaněk, československý politik (* 28. ledna 1866)
- 1935 – Gustav Gross, železniční odborník, manažer a politik (* 12. června 1856)
- 1942 – August Bayer, profesor dendrologie, fytopatologie a bakteriologie (* 6. března 1882)
- 1944
  - Josef Sýkora, astronom a astrofyzik (* 28. ledna 1874)
  - Adolf Truksa, spisovatel a překladatel (* 12. říjen 1864)
- 1946 – Slavomil Ctibor Daněk, teolog, vysokoškolský pedagog (* 5. října 1885)
- 1956
  - Vilém Veleba, československý politik (* 8. června 1870)
  - Bohuslav Kindl, československý politik (* 22. února 1879)
- 1966 – Bedřich Vrbský, herec (* 4. května 1890)
- 1986 – Jiří Kalousek, malíř, kreslíř, karikaturista a ilustrátor (* 7. února 1925)
- 1989 – Jaroslav Volek, estetik, muzikolog a sémiotik (* 15. července 1923)
- 1992 – Vincenc Havel, sochař (* 5. dubna 1906)
- 2002 – Záviš Bochníček, astronom (* 20. dubna 1920)
- 2004 – Jaroslav Valenta, historik (* 27. října 1930)
- 2008 – Jiří Velemínský, rostlinný genetik (* 21. listopadu 1933)

### Svět

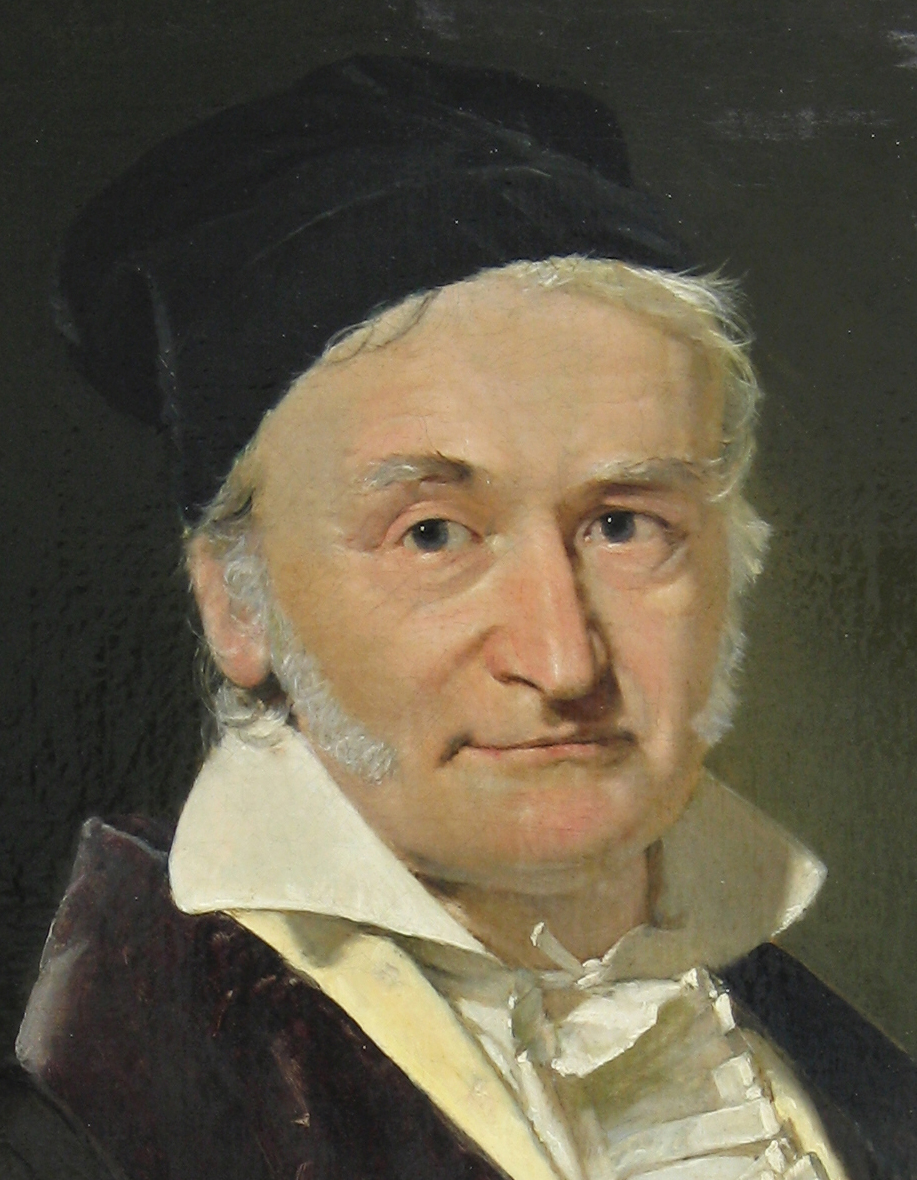
Carl Friedrich Gauss († 1855)

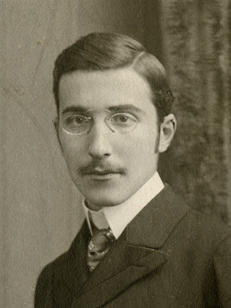
Stefan Zweig († 1942)

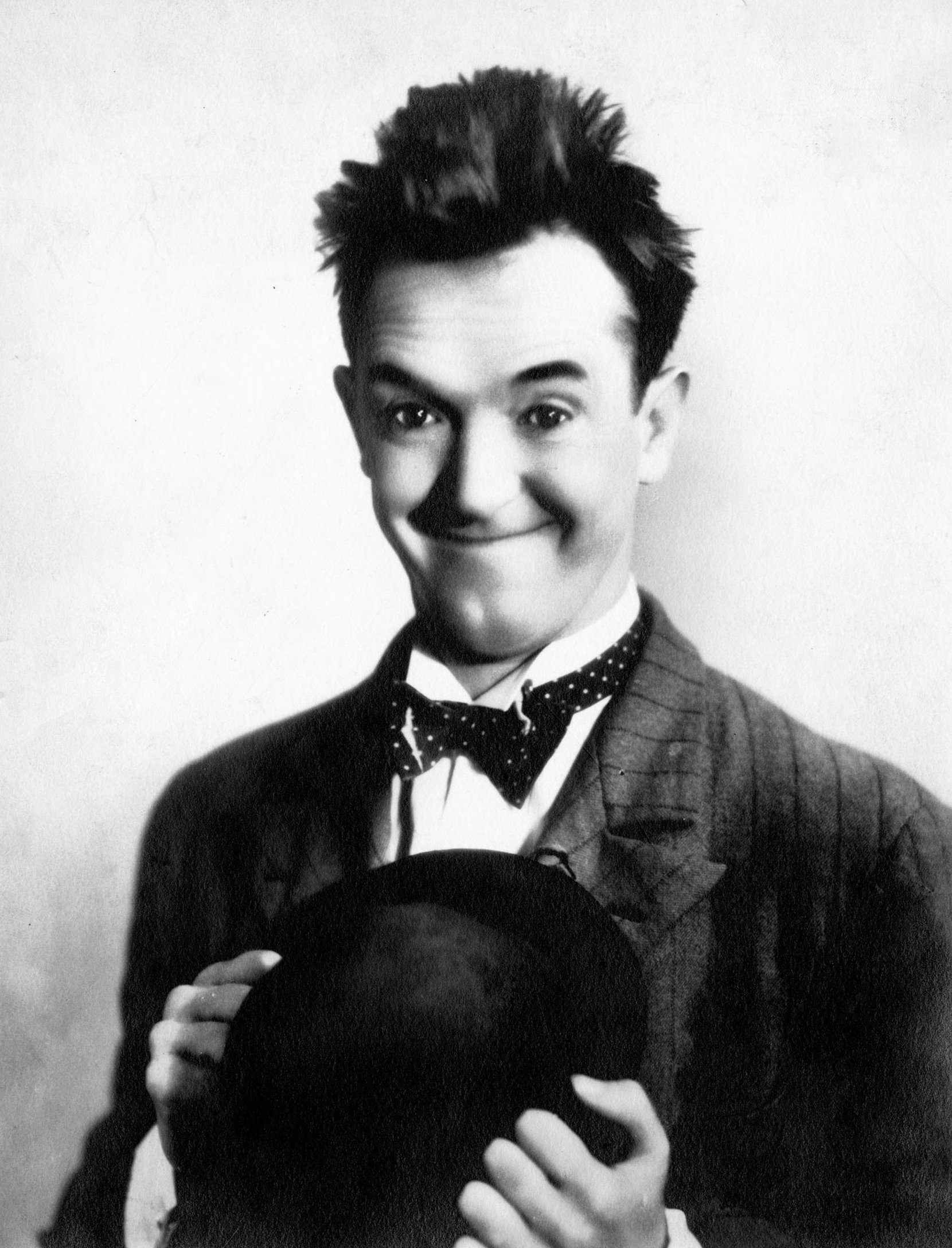
Stan Laurel († 1965)

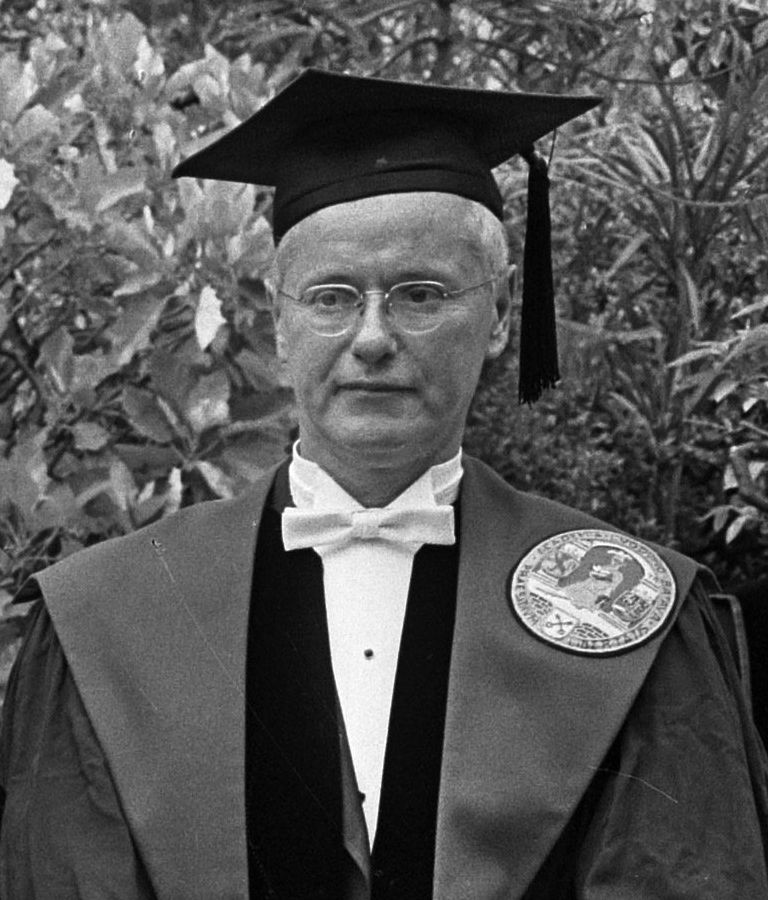
Robert K. Merton († 2003)

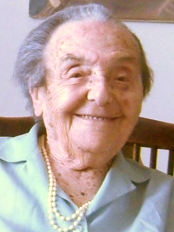
Alice Herzová-Sommerová († 2014)

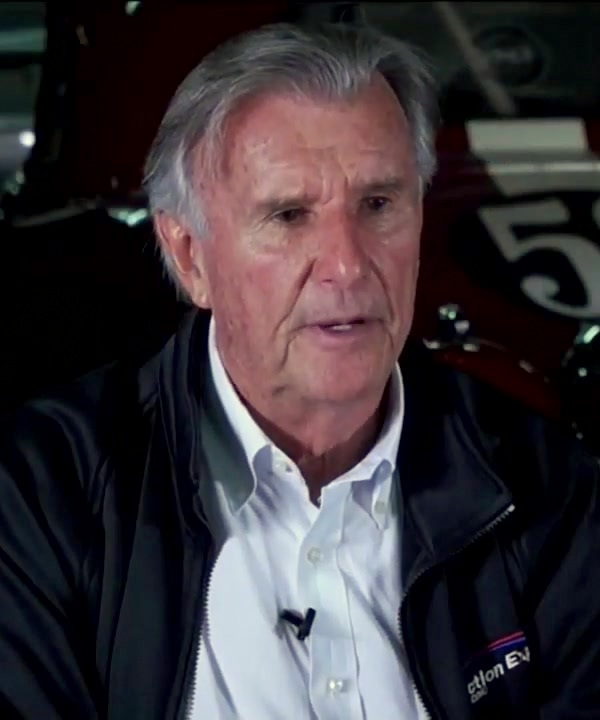
Wilson Fittipaldi († 2024)

- 1100 – Če-cung, Čínský císař říše Sung (* 4. ledna 1076)
- 1257 – Konstancie Vratislavská, kujavská kněžna z rodu Piastovců (* 1227)
- 1447 – Humphrey z Gloucesteru, anglický šlechtic a regent (* 3. října 1390)
- 1507 – Gentile Bellini, italský malíř (* 1429)
- 1603
  - Andrea Cesalpino, italský fyzik, filosof a botanik (* 6. červen 1519)
  - François Viète, francouzský matematik (* 1540)
- 1632 – Giambattista Basile, neapolský barokní básník, dvořan a sběratel pohádek (* ? 1566)
- 1704 – Georg Muffat, německý hudební skladatel (* 1. června 1653)
- 1712 – Ludvík Francouzský, vévoda burgundský (* 16. srpna 1682)
- 1716 – Marie Anna z Thunu-Hohenštejna, kněžna z Lichtenštejna (* 27. listopadu 1698)
- 1719 – Bartholomäus Ziegenbalg, protestantský misionář (* 10. července 1682)
- 1739 – Michal Kromholc, slovenský jezuita, náboženský spisovatel (* 7. září 1672)
- 1745 – Joseph Effner, německý architekt (* 4. února 1687)
- 1766 – Stanislav I. Leszczyński, polský král a vévoda lotrinský (* 20. října 1677)
- 1787 – Marguerite Georges, milenka Napoleona Bonaparte a cara Alexandra I. († 11. ledna 1867)
- 1809 – Dirk van der Aa, nizozemský rokokový malíř (* 1731)
- 1821 – John Keats, anglický básník (* 31. října 1795)
- 1839 – Michail Michajlovič Speranskij, ruský politik a reformátor (* 12. ledna 1772)
- 1844 – Thomas Wallace, anglický politik (* 1768)
- 1848
  - John Quincy Adams, šestý prezident Spojených států amerických (* 11. června 1767)
  - Josefína z Fürstenbergu-Weitry, rakouská šlechtična a kněžna z Lichtenštejna (* 21. června 1776)
- 1855 – Carl Friedrich Gauss, německý matematik a fyzik (* 30. dubna 1777)
- 1859 – Zygmunt Krasiński, polský básník (* 19. února 1812)
- 1900 – Léon Nagant, belgický konstruktér a výrobce zbraní (* 1833)
- 1903 – Jean-Baptiste Clément, francouzský šansoniér (* 30. května 1836)
- 1917 – Jean Gaston Darboux, francouzský matematik (* 14. srpna 1842)
- 1918
  - Adolf Fridrich VI. Meklenburský, poslední meklenbursko-střelický velkovévoda (* 17. června 1882)
  - Leopold von Auersperg, předlitavský státní úředník a politik (* 16. května 1855)
- 1926 – Attilio Hortis, rakouský historik a politik (* 13. března 1850)
- 1929 – Mercédès Jellinek, dívka, jejíž jméno nesou automobily Mercedes-Benz (* 16. září 1889)
- 1930 – Horst Wessel, německý nacista (* 9. září 1907)
- 1931 – Nellie Melba, australská operní pěvkyně (* 16. května 1861)
- 1934 – Edward Elgar, anglický skladatel (* 2. června 1857)
- 1935 – Jan Duiker, nizozemský architekt (* 1. března 1890)
- 1940 – Franz Hantschel, český, německy píšící lékař a vlastivědný pracovník (* 4. října 1844)
- 1942 – Stefan Zweig, rakouský spisovatel (* 28. listopadu 1881)
- 1944 – Leo Baekeland, americký chemik a vynálezce (* 14. listopadu 1863)
- 1945 – Alexej Nikolajevič Tolstoj, ruský spisovatel (* 10. ledna 1883)
- 1946 – Tomojuki Jamašita, japonský generál (* 8. listopadu 1885)
- 1952 – Heinrich von Vietinghoff, německý generálplukovník za druhé světové války (* 6. prosince 1887)
- 1955 – Paul Claudel, francouzský básník a dramatik (* 6. srpna 1868)
- 1957 – Paul Ende, německý politik (* 31. října 1874)
- 1965 – Stan Laurel, anglický komik a režisér (* 16. června 1890)
- 1968 – Camille Huysmans, belgický politik (* 26. května 1871)
- 1972 – Robert Cecil, 5. markýz ze Salisbury, britský státník a šlechtic (* 27. srpna 1893)
- 1982 – Leonid Spirin, sovětský chodec, olympijský vítěz (* 21. června 1932)
- 1984
  - Uwe Johnson, německý spisovatel (* 20. července 1934)
  - Maurice Tabard, francouzský portrétní fotograf (* 12. července 1897)
- 1986 – Ernst Neufert, německý architekt (* 15. března 1900)
- 1995 – James Herriot, britský veterinář a spisovatel (* 3. října 1916)
- 1997 – Tony Williams, americký jazzový bubeník (* 1945)
- 1999 – Ivan Rajniak, slovenský herec (* 10. července 1931)
- 2000
  - Stanley Matthews, legenda anglické i světové kopané (* 1. února 1915)
  - Ofra Haza, izraelská herečka a zpěvačka (* 19. listopad 1957)
- 2002 – Záviš Bochníček, český astronom (* 20. dubna 1920)
- 2003
  - Christopher Hill, anglický historik (* 6. února 1912)
  - Robert K. Merton, americký sociolog (* 4. července 1910)
- 2004 – Alžbeta Barthová, slovenská herečka (* 11. května 1938)
- 2006 – Telmo Zarra, španělský fotbalista (* 20. ledna 1921)
- 2007 – Pascal Yoadimnadji, čadský premiér (* asi 1950)
- 2008 – Janez Drnovšek, druhý slovinský prezident (* 17. květen 1950)
- 2009 – Sverre Fehn, norský architekt (* 14. srpna 1924)
- 2010
  - Lev Kiršner, ruský spisovatel a historik (* 1922)
  - Wyn Morris, velšský dirigent (* 14. února 1929)
- 2013
  - Julien Ries, belgický kardinál, církevní historik (* 19. dubna 1920)
  - Sonny Russo, americký jazzový pozounista (* 20. března 1929)
- 2014
  - Alice Herzová-Sommerová, česká klavíristka (* 26. listopadu 1903)
  - Hansi Knoteck, rakouská herečka (* 2. března 1914)
- 2019
  - Ira Gitler, americký novinář a hudební kritik (* 18. prosince 1928)
  - Katherine Helmond, americká herečka (* 5. července 1929)
- 2024
  - Irene Camberová, italská sportovní šermířka (* 12. února 1926)
  - Wilson Fittipaldi, brazilský automobilový závodník, pilot Formule 1, a podnikatel (* 25. prosince 1943)
  - Claude Montana, francouzský módní návrhář a designér (* 29. června 1947)

## Svátky

### Česko
- Svatopluk, Svatoboj, Svatobor, Svatoslav
- Alfréda
- Romana
- Památeční den vzpomínek obětem komunistického únorového puče z roku 1948

### Svět
- Rusko: Den obránce vlasti
- Brunej: Darussalam
- Guyana: Den republiky

### Liturgický kalendář
- Sv. Polykarp ze Smyrny
- sv. Romana

## Pranostiky

### Česko
- Na svatého Polykarpa, sněhu plná škarpa.

| 23. únor v pražském KlementinuÚdaje jsou platné k 29. 4. 2025. | 23. únor v pražském KlementinuÚdaje jsou platné k 29. 4. 2025. | 23. únor v pražském KlementinuÚdaje jsou platné k 29. 4. 2025. |
| minimum                                                        | denní průměr                                                   | maximum                                                        |
| -------------------------------------------------------------- | -------------------------------------------------------------- | -------------------------------------------------------------- |
| −18,0 °C (1814)                                                | 1,3 °C (od 1961)                                               | 16,9 °C (1903)                                                 |